# This Is Who I Am
«This Is Who I Am» — пісня Ванесси Аморозі, перший сингл її четвертого студійного альбому «Hazardous». В Австралії пісня вийшла 9 жовтня 2009. 28 серпня 2009 пісня була вперше почута на радіостанції «Fox FM», на шоу «Kyle & Jackie O».
Вперше наживо Ванесса виконала «This Is Who I Am» 26 вересня 2009 на «Channel 9's» AFL Grand Final Breakfast. 3 жовтня 2009 співачка виконала пісню на «Telethon in Perth» , також вона заспівала свою іншу популярну пісню — «Perfect».
У житті Ванесса цей сингл став першим, який посів 1 місце на чарті. В інтерв'ю вона сказала: «Я була у повному захваті коли дізналась, що пісня «This Is Who I Am» посіла 1 місце на чарті. Я дуже рада, що маю таку підтримку від засобів масової інформації і моїх фанів. Це мій перший сингл #1 і я буду цінувати цей момент ще довго».

## Музичне відео
Відеокліп знімався в Лос-Анджелесі, режисером був Крістофер Р. Ватсон (англ. Christopher R. Watson). Прем'єра відеокліпу відбулась 14 вересня 2009.
Через декілька днів після виходу музичного відео транслювали на «Take 40 Australia» та «The Hot Hits».

## Список пісень
| #  | Назва                                                                       | Автор                        | Тривалість |
| -- | --------------------------------------------------------------------------- | ---------------------------- | ---------- |
| 1. | «This Is Who I Am»                                                          | Ванесса Аморозі, MachoPsycho | 3:25       |
| 2. | «This Is Who I Am» (Ремікс від Wideboys)                                    | Ванесса Аморозі, MachoPsycho | 5:32       |
| 3. | «This Is Who I Am» (Ремікс від Wideboys — версія для радіо)                 | Ванесса Аморозі, MachoPsycho | 3:25       |
| 4. | «This Is Who I Am» (Ремікс від Wideboys — версія з ударниками інстументами) | Ванесса Аморозі, MachoPsycho | 5:03       |

## Чарти
Через п'ять годин після офіційного виходу сингл посів 5 місце на Australian Singles Chart, а через 24 години — 1 місце. «This Is Who I Am» перший сингл Ванесси, який посів перше місце на чарті Австралії. Також з 2007 це перший сингл, який посів 1 місце на чарті, виконавицею якого була жінка.
| Чарт (2009)              | Місце |
| ------------------------ | ----- |
| Australian Singles Chart | 1     |
| Australian Airplay Chart | 2     |

### Річні чарти
| Чарт (2009)              | Місце |
| ------------------------ | ----- |
| ARIA End of Year Singles | 30    |

## Сертифікація
| Країна           | Сертифікат |
| ---------------- | ---------- |
| Австралія (ARIA) | 2× Платина |